# Куницкий, Станислав Чеславович
Станислав Чеславович Куницкий (пол. Stanisław Kunicki, 6 июня 1861 — 28 января 1886) — польский революционер, член I Пролетариата и Народной воли.

## Биография
Из дворян. Родился в семье военного врача. Во время учебы в институте присоединился к польской петербургской социально-революционной группе, которая в 1883 г. присоединилась к I Пролетариату. Участвует в деятельности Народной воли и выступает за соглашение между ней и Пролетариатом. После ареста Людвига Варынского становится руководителем I Пролетариата. Вывез из Петербурга двойного агента С. П. Дегаева. 
Арестован 28 июня 1884 г., приговорен к смертной казни и повешен 16 (28) января 1886 г. в Варшавской крепости.